# Resistencia Popular de Ucrania
Resistencia Popular de Ucrania (R.P.U) : (NSU; idioma ucraniano: народний сротив україни, lit. 'Narodnyy Sprotyv Ukrayiny') Es una organización partisana clandestina ucraniana que opera dentro los Territorios ocupados de Ucrania por el ejército ruso durante la invasión del país 2022. Los partisanos operan atrás de las líneas enemigas y transmiten las coordenadas de importantes instalaciones militares y el despliegue de tropas invasoras rusas a las Fuerzas Armadas de Ucrania.

## Historia
El canal de Telegram de R.P.U se creó el 17 de septiembre de 2021, y al principio se opuso a la organización de elecciones a las autoridades de la Federación Rusa en el territorio de Dombás, Ucrania.
Un mes antes de la invasión, en enero, el Ministerio de Defensa de Ucrania organizó fuerzas de resistencia popular en caso de un ataque ruso.
Se informó que a principios de junio, con la ayuda de los partisanos del R.P.U, un grupo de Fuerzas Especiales  de la Unidad Akhmat fue eliminado.
A mediados de junio, las tarjetas postales se dejaron en Jersón de la R.P.U con el contenido: "Ruso, te convertiremos en carne picada"; "Ocupador, a continuación están tus amigos. Eres el siguiente"; "Soldado ruso, tus hermanos ya te están esperando. Prepárate para morir.Jersón  es Ucrania"; "Ocupador ruso, entrega o muere una muerte dolorosa. La resistencia popular de Ucrania ya te está mirando. Mira a tu alrededor".
El 23 de agosto de 2022, el Día de la bandera nacional , folletos de la "Resistencia del Pueblo de Ucrania" apareció Territorio Ocupado de Jersón (en Tavrisk, Kajovka y Nueva Kajovka). En Jersón, uno de los monumentos fue envuelto en la bandera de Ucrania.
El 24 de agosto, folletos dedicados al Día de la Independencia de Ucrania aparecieron en los territorios ocupados. Los folletos también fueron una dura advertencia sobre las consecuencias de celebrar un referéndum sobre la anexión de los territorios a Rusia.